# Joseph Lawton Collins
Joseph "Lightning Joe" Lawton Collins (1 de maig de 1896 - 12 de setembre de 1987) va ser un General de l'Exèrcit dels Estats Units. Durant la Segona Guerra Mundial va servir tant al Teatre d'Operacions del Pacífic com a l'Europeu. El seu germà gran, James Lawton Collins, també era Major General de l'Exèrcit, i el seu nebot, Michael Collins, esdevindria famós per ser el pilot del mòdul de comandament de la missió Apolo 11 al 1969 que posà els dos primers homes a la Lluna.
Va servir com a Cap de l'Estat Major de l'Exèrcit dels Estats Units durant la Guerra de Corea.

## Biografia
Collins va néixer a Nova Orleans, Louisiana 1 de maig de 1896. Es graduà a l'Acadèmia Militar dels Estats Units el 1917, rebent el despatx de tinent de 2a i sent assignat al  22è Regiment d'Infanteria a l'abril. Al maig va ser promogut a Tinent de 1a, i temporalment, capità a l'agost. Assistí a l'Acadèmia d'Infanteria d'Armes i serví en diversos llocs entre 1917 i 1919.
Va ser promogut definitivament a capità al juny de 1918 i, temporalment, major al setembre de 1918, comandant el 3r batalló del 22è d'infanteria a França el 1919, sent assistent al cap d'Estat Major de les Forces estatunidenques a Alemanya entre 1920 i 1921
Collins es casà amb Gladys Easterbrook el 1921, tornà al seu rang de capità el 1920 i serví com instructor de química a West Point entre 1921 i 1925, graduant-se al curs d'oficial de companyia a l'Acadèmia d'Infanteria de Fort Benning el 1926, i el 1927 realitzaria el curs avançat a l'Acadèmia d'Artilleria de Camp a Fort Sill.
Va exercir d'instructor en armament i tàctica a l'Acadèmia d'Infanteria entre 1927 i 1931, va ser promogut a major a l'agost de 1932; oficial executiu de la 23a Brigada a Manila i assistent del Cap d'Estat Major de la Divisió Filipina entre 1933 i 1934.
Va graduar-se a l'Acadèmia Industrial de l'Exèrcit el 1937 i a l'Acadèmia de Guerra de l'Exèrcit de 1938, on serví d'instructor entre 1938 i 1940. Al juny de 1940 va ser promogut a tinent coronel al juny de 1940, sent cap de l'estat major del VII Cos el 1941.

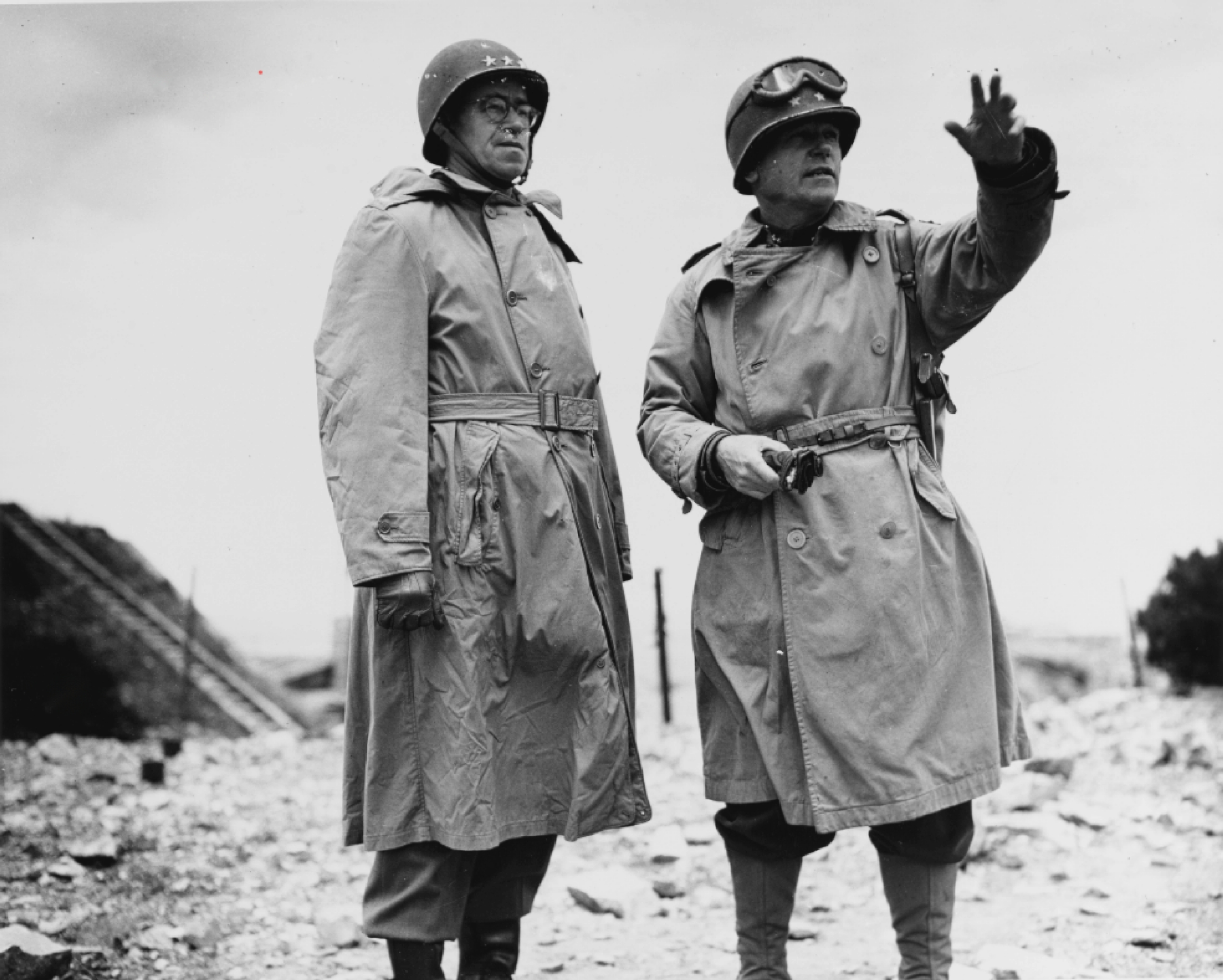
Omar Bradley i Collins a Cherbourg, juny de 1944

Collins va ser promogut de manera temporal a coronel el gener de 1941, general de brigada al febrer de 1941 i major general al maig de 1942. Va ser cap d'estat major del Departament de Hawaii entre 1941 i 1942, i comandant general de la 25a Divisió d'Infanteria a Oahu i a operacions contra els japonesos a Guadalcanal entre 1942 i 1943.
Transferit a Europa, comandà el VII Cos a la invasió de Normandia i a les campanyes de l'Europa Occidental fins a la rendició alemanya. El VII Cos és sobretot conegut pel seu paper al capdavant de l'Operació Cobra (si bé és menys coneguda la contribució de Collins al pla). Entre les campanyes de 1944-45, el VII Cos tendia a encapçalar els esforços més importants del 1r Exèrcit. Collins va ser considerat per molts com el millor comandant de cos americà del teatre.
Collins va ser promogut temporalment a tinent general (abril) i a general de brigada permanent al juny de 1945. va ser adjunt al comandant general i cap de l'estat major de les Forces de l'Exèrcit de Terra entre agost i desembre de 1945; director d'informació (posteriorment cap d'informació pública) de l'Exèrcit entre 1945 i 1947; adjunt del cap de l'Estat Major de l'Exèrcit dels Estats Units (1947-1949); sent promogut a general (interí) i a major general (permanent) el gener de 1948.
Collins va ser Cap de l'Estat Major de l'Exèrcit dels Estats Units entre el 16 d'agost de 1949 i el 15 d'agost de 1953, i com a tal, va ser l'oficial superior de l'Exèrcit durant la Guerra de Corea.
Va ser el representant dels Estats Units al Comitè Militar de l'OTAN entre 1953 i 1954; representant especial dels Estats Units al Vietnam amb rang d'ambaixador (1954-1955), i retornà al seu destí a l'OTAN, retirant-se del servei actiu al març de 1956.
Collins va morir a Washington DC el 12 de setembre de 1987, i està enterrat al Cementiri Nacional d'Arlington.

## Condecoracions
- Medalla del Servei Distingit a l'Exèrcit
- Estrella de Plata
- Legió del Mèrit
- Estrella de Bronze
- Medalla de la Victòria a la I Guerra Mundial
- Medalla del Servei de Defensa Americana
- Medalla de la Campanya Europea-Africana-Orient Mitjà
- Medalla de la Victòria a la II Guerra Mundial
- Legió d'Honor (França)
- Creu de Guerra 1939-1945 (França)